# روز جهانی همبستگی با مردم فلسطین

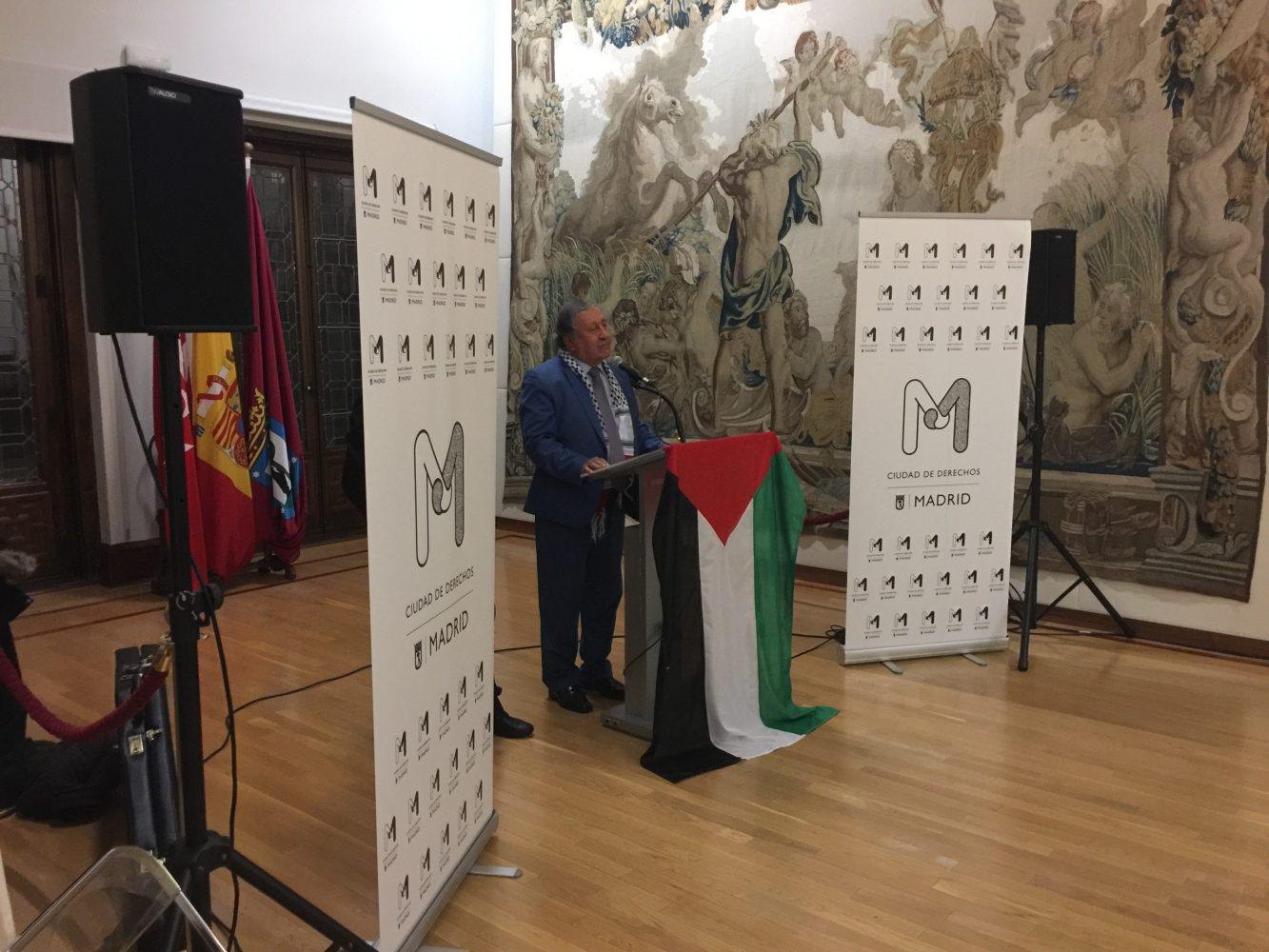
جشن روز جهانی همبستگی با مردم فلسطین سال ۲۰۱۷ در مادرید. در عکس، موسی عامر عوده، سفیر فلسطین در اسپانیا در حال سخنرانی است.

روز بین‌المللی همبستگی با مردم فلسطین (به انگلیسی: International Day of Solidarity with the Palestinian People) هر ساله در ۲۹ نوامبر (۸ آذر) برگزار می‌شود. نامگذاری این روز توسط مجمع عمومی سازمان ملل متحد در سال ۱۹۷۷ به منظور نشان دادن توجه جهانی به مشکلات جامعه فلسطینی انجام شده‌است.

## تاریخچه
علت نامگذاری ۲۹ نوامبر به روز بین‌المللی همبستگی با مردم فلسطین، سالگرد قطعنامه ۱۸۱ که به طرح تقسیم فلسطین نیز موسوم است، می‌باشد، این قطعنامه در تاریخ ۲۹ نوامبر ۱۹۴۷ در مجمع عمومی سازمان ملل متحد تصویب شد و مطابق آن سرزمین فلسطین به دو کشور عبری و فلسطینی تقسیم می‌شد و ۵۵ درصد اراضی سرزمین فلسطین به اسرائیل تعلق می‌گرفت.